# Scirpophaga terrella
Scirpophaga terrella là một loài bướm đêm trong họ Crambidae.